# Moonlight and Honeysuckle
Moonlight and Honeysuckle è un film muto del 1921 diretto da Joseph Henabery.

## Trama

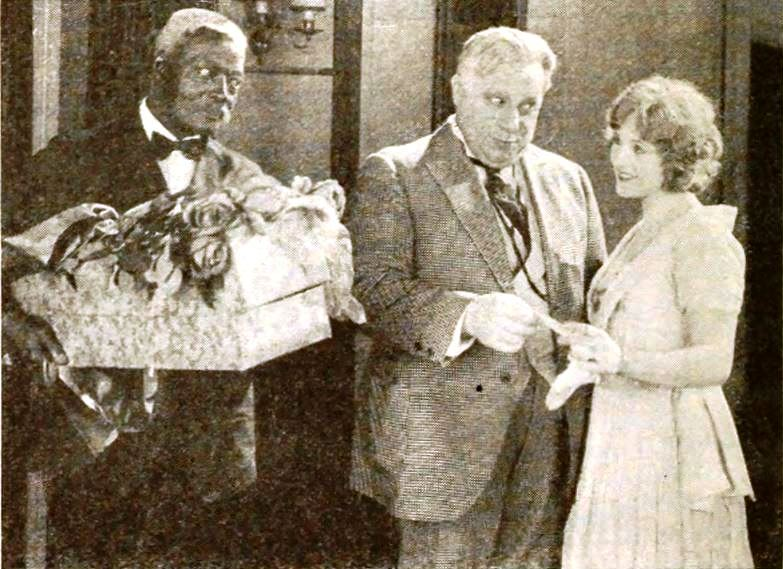
Willard Louis e Mary Miles Minter

Baldwin, senatore dell'Arizona, vorrebbe sposarsi con una vedova ma quest'ultima rifiuta le nozze finché Judith, la figlia di Baldwin, resta nubile. Judith è indecisa: ha un pretendente, un politico eletto al Congresso, ma lei lo trova noioso. Scappata da Washington, dove è oggetto dei pettegolezzi della stampa, si rifugia nel ranch del padre. Qui, viene raggiunta da Courtney, un altro dei suoi pretendenti. Ma, alla fine, Judith deciderà che l'uomo della sua vita è il terzo, ovvero Ted Musgrove, il manager del ranch, da sempre innamorato di lei.

## Produzione
Il film fu prodotto dalla Realart Pictures Corporation.

## Distribuzione
Distribuito dalla Paramount Pictures, il film uscì nelle sale cinematografiche USA nel luglio 1921.